# Stenocercus festae
Stenocercus festae este o specie de șopârle din genul Stenocercus, familia Tropiduridae, descrisă de Peracca 1897. A fost clasificată de IUCN ca specie vulnerabilă. Conform Catalogue of Life specia Stenocercus festae nu are subspecii cunoscute.